# دانيلو مالدونادو ماتشادو
دانيلو مالدونادو ماتشادو هو رسام جداريات ‏ كوبي، ولد في 1 أبريل 1983 في Nuevitas ‏ في كوبا.